# Vinska Gora
Vinska Gora je naselje v Mestni občini Velenje.